# Rudolf Robbert
Rudolf Robbert (* 25. März 1947 in Witten) ist ein deutscher Politiker (SPD). 

## Ausbildung und Beruf
Nach dem Abitur und dem Wehrdienst studierte Robbert von 1968 bis 1972 an der Pädagogischen Hochschule Ruhr und der Pädagogischen Hochschule Rheinland. Danach war er bis 1976 als Pädagoge in einem Kinderheim in Schwelm beschäftigt. Von 1976 bis zu seiner Wahl in den Niedersächsischen Landtag war er Leiter einer Kindertagesstätte in Cuxhaven.

## Politik
Seit 1972 ist Robbert Mitglied der SPD. Er ist Vorstandsmitglied des Bezirks Nord-Niedersachsen. Seit 1991 gehörte er dem Ortsrat von Sahlenburg an und war stellvertretender Ortsbürgermeister. Zudem ist er seit 1991 im Kreistag des Landkreises Cuxhaven und seit 2001 im Stadtrat von Cuxhaven vertreten. Von 1998 bis 2008 war Robbert Mitglied des Niedersächsischen Landtags. 
Rudolf Robbert ist verheiratet und hat drei Kinder.
| Personendaten    | Personendaten                  |
| ---------------- | ------------------------------ |
| NAME             | Robbert, Rudolf                |
| KURZBESCHREIBUNG | deutscher Politiker (SPD), MdL |
| GEBURTSDATUM     | 25. März 1947                  |
| GEBURTSORT       | Witten                         |